# (32915) 1995 BD2
1995 BD2 (asteroide 32915) é um asteroide da cintura principal. Possui uma excentricidade de 0.14829940 e uma inclinação de 2.92069º.
Este asteroide foi descoberto no dia 30 de janeiro de 1995 por Takao Kobayashi em Oizumi.